# Celebration (Florida)
Celebration, Florida je komunita v okrese Osceola County amerického státu Florida. Jedná se de facto o první komerční městečko na světě. Vlastníkem je společnost Walt Disney Company.

## Statut
Celebration má oficiálně statut statistické územní jednotky evidované statistickým úřadem Spojených států amerických (náležící do oblasti Orlando–Kissimmee Metropolitan Statistical Area). Celebration je oficiálně vedena jako komunita (nikoli obec), taktéž nespadá pod katastr žádné obce, nicméně zastavěná oblast Celebration o výměře 27,7 km² čítá na cca 9500 rezidentů a sama o sobě má charakter menšího amerického městečka jižanského rázu (taktéž neoficiálně se o Celebration referuje jako o městu či městečku).

## Historie

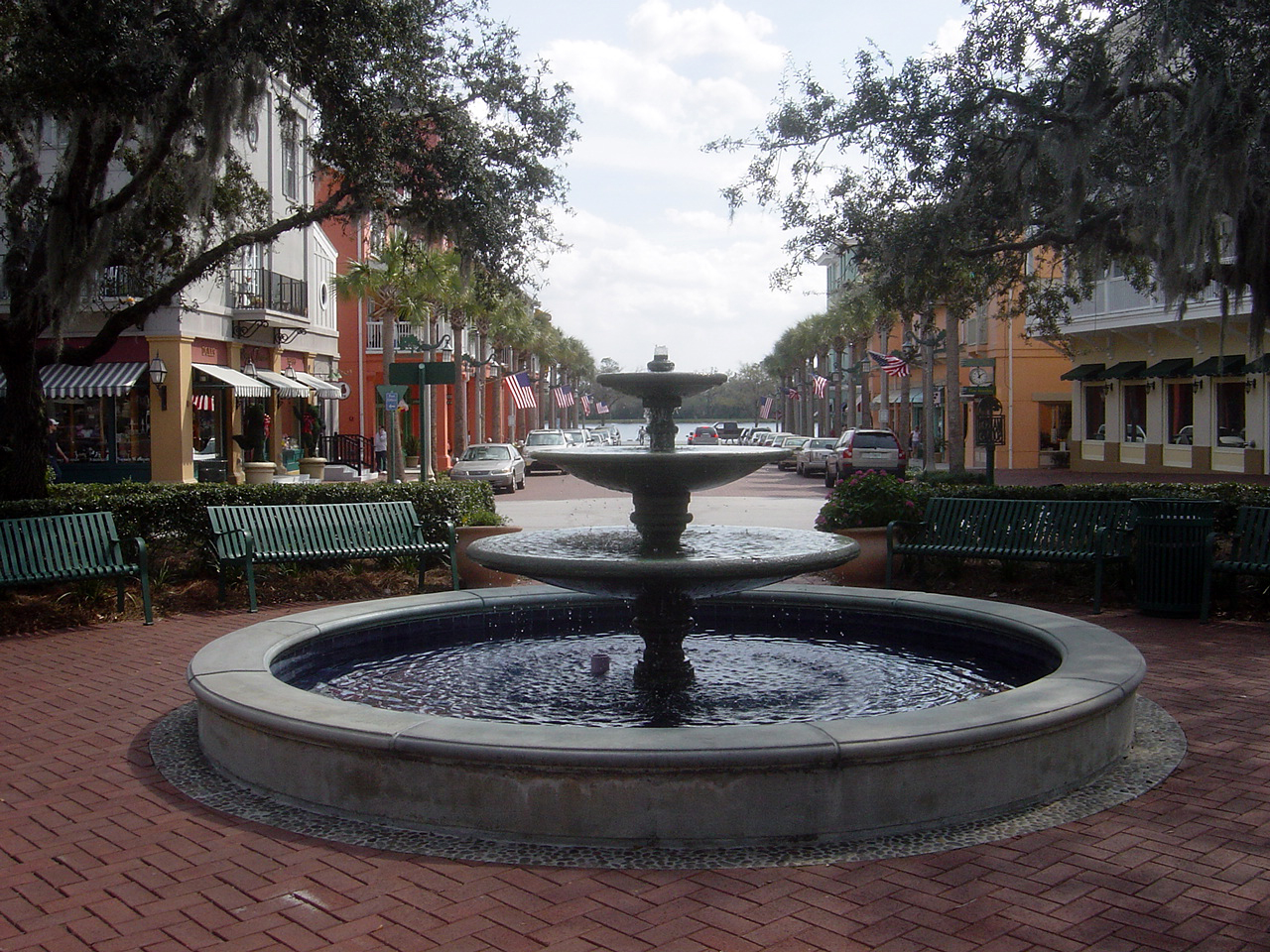
Fontánka v centru Celebration.

Celebration bylo založeno v letech 1993-1994 dceřinou firmou Disney Development Company na pozemku o rozloze asi 20 km² v okresu Reedy Creek Improvement District. Celkové investice činily přibližně 2,5 miliardy dolarů. Městskými architekty byli Cooper, Robertson & Partners a Robert A. M. Stern; prvky v okolní krajině pak vznikly podle návrhu prominentní sanfranciské firmy EDAW. Jako jednotný architektonický sloh byl zvolen tamní jižanský rezidenční styl z počátku 20. století, s typickými dřevěnými a cihlovými stavbami. Pro Celebration specifická je též nízká hustota zástavby, absence obytných výškových staveb a více místa pro zeleň.

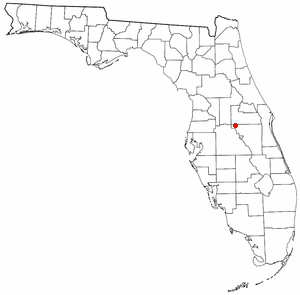
Poloha Celebration na mapě Floridy.

První fáze vývoje rezidenční části se ale naplno rozběhla až v roce 1996 a od té doby prošla fázemi staveb jejich jednotlivých oblastí, navanými villages (vesnice). Ty zahrnují Celebration Village, West Village a Lake Evalyn; v další fázi pak the North Village, South Village, East Village a Aquila Reserve; a nakonec a Artisan Park. Sám ředitel Michael Eisner věnoval rozvoji Celebration zvýšené úsilí (projekt měl vyhovovat firemní vizi Experimental Prototype Community of Tomorrow, EPCOT).

## Služby
V prvních fázích komerční budovy Walt Disney Company zabíraly větší část města; v průběhu nárůstu komunity většina z nich stáhla. O energetické a komunikační služby městečku se starají společnosti Smart City Telcom a Reedy Creek Energy Services, které jsou obě řízeny Walt Disney Company.
Město má svoji hasičskou zbrojnici, poštu (i přesto, že Celebration nemá vlastní ZIP kód), školu, banku a nemocnici. Poblíž se nachází golfové hřiště s kurzy golfu.
Služby městečka zahrnující vzdělání, zdravotnictví a technologie byly plánovány od samotného začátku experty v těchto oblastech, pod supervizí CEO společnosti Disney.

## Obyvatelstvo
Přestože na celém území Celebration žije kolem 9500 lidí, v samotném centru je to jen něco málo přes 2700 (952 domácností a 716 rodin). Přes 93,5 % obyvatel Celebration jsou běloši. Roční příjem obyvatel se pohybuje kolem 160 % celostátního průměru.

### Komunity
Obyvatelé Celebration mají mnoho komunit, z toho osm náboženských (sedm křesťanských a jednu židovskou).

### Slavnosti
Celebration každý rok hostí několik událostí, které jeho komunita pořádá.
- Radio Disney Holiday concert,
- Oktoberfest Celebration,
- the "Great American Pie Festival" (který je přenášen na americkém televizním kanálu Food Network),
- "Posh Pooch" festival
- plus několik dalších událostí během podzimu a zimy.

Ve výročí Dne nezávislosti se v Celebration koná slavnostní ohňostroj.

## Doprava
Silnice zvaná World Drive spojuje Celebration se zábavním parkem Walt Disney World Resort. Uvnitř města se její obyvatelé přepravují buď na kole, pěšky nebo elektromobily.

## V populární kultuře
Celebration bylo od svého vzniku místem děje několika málo seriálů, dokumentů, radiových show nebo knížek. Děj byl do Celebration zasazen např. v epizodě Crime Aid amerického seriálu The Office, dalším televizním seriálu How to Start Your Own Country, show radiové stanice NPR Wait Wait… Don't Tell Me! nebo dokonce muzikálu Avenue Q.

### Kritický pohled
Značná část děl, která Celebration zmiňují, se však o městečku, jeho stylu a koloritu, a jeho obyvatelích vyjadřují kriticky. Eric Petersen nabízí v písni Every Town Will Celebrate satirický pohled na město; obdobně tak skupina Chumbawamba ve své písničce Celebration, Florida z alba WYSIWYG se nese v duchu satiry a „nostalgie po čase, který si nemohou pamatovat“.
Román Candor o mladíkovi ze střední Floridy, ve které Celebration leží, byl napsán bývalým obyvatelem tohoto městečka a ostatní postavy popisuje jako konzumenty s vymytým mozkem. V románu je zmíněno několik lokací, které odpovídají místům v centru Celebration. V eseji Species-On-Species Abuse její autorka Sarah Vowellová zase jízdu na kole přes Celebration netypicky v některých aspektech přirovnává v masakru na Columbine a ději knížky Velký Gatsby.
Celebration taktéž našlo zmínku v dokumentárním filmu. Dokument The Corporation, zabývající se rostoucím vlivem nadnárodních korporací nad zbytkem společnosti, Celebration představuje jako další krok postupné nadvlády prostřednictvím vlastnictví korporací nad lidmi. Stejně tak vytýká, že městečko bylo vytvořeno za účelem zisku společnosti Walt Disney a zasazení jeho „dokonalého předměstí“ je nerealistické až směšné a místo tradice s kořeny se v případě jeho architektury jedná o falešnou imitaci.
Ve knize No Logo kanadské publicistky Naomi Kleinové (ve které mj. popisuje vývoj komerce a reklamy ve smyslu vztahu zboží, produktů a zákazníků) je Celebration zmíněna jako příklad „komerční nirvány“ – zatím nejvyšší mety v cestě korporací za upoutání si svých zákazníků, která je mnohem bezprostřednější a pokročilejší než prostší formy reklamy a marketingu. Kleinová také upozorňuje na zajímavý paradox: v Celebration nejsou žádné reklamy – podle ní to souvisí právě se skutečností, že Celebration je komerční město jako takové a Walt Disney Company jako „vlastník města“ má právo určovat si podmínky, které by v běžném městě nebyly možné – zákaz reklamy (konkurence) je podle Kleinové jednou z nich.